# 지역농협
지역농협(地域農協)은 각 지역의 농산 및 축산, 낙농업과 관련된 업무를 담당하고, 지역 경제 및 금융, 유통업무를 책임지는 농협이다. 지역농협의 장은 조합장으로, 정기적으로 진행되는 선거에 의해 선출된다.

## 같이 보기
- 농업협동조합